# Typhlodromus bergi
Typhlodromus bergi är en spindeldjursart som beskrevs av Moraes och D. McMurtry 1988. Typhlodromus bergi ingår i släktet Typhlodromus och familjen Phytoseiidae. Inga underarter finns listade i Catalogue of Life.